# John Nicholas
John Nicholas (Allahabad, 24 luglio 1879 – 29 settembre 1929) è stato un calciatore britannico.
Partecipò ai Giochi olimpici di Parigi 1900, con l'Upton Park, nel torneo calcistico, riuscendo a vincere la medaglia d'oro. Nel torneo olimpico segnò due gol nella partita contro la rappresentativa francese.